# Asparagus petersianus
Asparagus petersianus — вид рослин із родини холодкових (Asparagaceae).

## Біоморфологічна характеристика
Це виткий голий кущ. Гілок багато, гладкі. Колючки біля основи гілок, завдовжки 2–3 мм, загнуті донизу, в основі кладодій менші, ± 1 мм завдовжки. Пучки Кладодій розташовані близько один до одного на кінцевих або бічних гілках. Кладодії в пучках по 10–50 і більше, ниткоподібні, злегка вигнуті, нерівні, 5–10 мм завдовжки. Квітки поодинокі. Ягода помаранчева, 7–10 мм у діаметрі.

## Середовище проживання
Ареал: Танзанія, Мозамбік.
Населяє рідколісся.